# Rajd Automobilistico Internazionale del Sestriere 1958
Rajd Automobilistico Internazionale del Sestriere 1958 (9. Automobilistico Internazionale del Sestriere) – 9. edycja rajdu samochodowego Rajd Automobilistico Internazionale del Sestriere rozgrywanego we Włoszech. Rozgrywany był od 24 do 28 lutego 1958 roku. Była to druga runda Rajdowych Mistrzostw Europy w roku 1958.

## Klasyfikacja rajdu
| Miejsce                | Kierowca               | Pilot                  | Samochód                           | Czas                   | Strata                 |                        |
| Klasyfikacja generalna | Klasyfikacja generalna | Klasyfikacja generalna | Klasyfikacja generalna             | Klasyfikacja generalna | Klasyfikacja generalna | Klasyfikacja generalna |
| ---------------------- | ---------------------- | ---------------------- | ---------------------------------- | ---------------------- | ---------------------- | ---------------------- |
| 1.                     | Lanzo Cussini          | Luigi Argenti          | Fiat Abarth 750 GTZ                | 3                      | 0.0                    |                        |
| 2.                     | Edgar Berney           | Jacques Decoppet       | Alfa Romeo 1900 TI                 | 25                     | +22                    |                        |
| 3.                     | Ettore Marconi         | Piero Frescobaldi      | Alfa Romeo Giulietta Sprint Veloce | 28                     | +25                    |                        |
| 4.                     | Anton-Giorgio Stardero | Bonino                 | Alfa Romeo Giulietta TI            | 28                     | +25                    |                        |
| 5.                     | Armando Zampiero       | M. Bongiasca           | Porsche 356 Carrera                | 37                     | +34                    |                        |
| Klasyfikacja ERC       |                        |                        |                                    |                        |                        |                        |
| 1.                     | Lanzo Cussini ?        | Luigi Argenti ?        | Fiat Abarth 750 GTZ ?              |                        | 0.0                    |                        |